# Excatedral de San Pedro (San Pedro y Miquelón)
La catedral de San Pedro (en francés: Cathédrale Saint-Pierre de Saint-Pierre-et-Miquelon) fue una catedral católica en Saint-Pierre, en el archipiélago de San Pedro y Miquelón una dependencia de Francia en el Atlántico Norte. En 2018 el Vicariato apostólico de las Islas San Pedro y Miquelón fue disuelto y su territorio incorporado a la diócesis de La Rochelle y Saintes en Francia. 
La iglesia se encuentra en la ciudad de Saint-Pierre, en la isla de San Pedro.
El pórtico de la iglesia está coronado por un campanario. Fue reconstruida en 1975 con piedra arenisca alsaciana y riolita de la isla. Algunas ventanas fueron ofrecidas por el general Charles de Gaulle.
La catedral fue construida en el mismo estilo que las iglesias vascas.
La primera iglesia de San Pedro fue construida en 1816; fue dañado por una explosión de un polvorín en 1846. La nueva iglesia parroquial fue construida en 1852. Fue destruida por el fuego en 1902.
El edificio actual fue construido entre 1905 y 1907.